# کنسرسیوم ملی برای مطالعه تروریسم و پاسخ به تروریسم
کنسرسیوم ملی برای مطالعه تروریسم و پاسخ به تروریسم (انگلیسی: National Consortium for the Study of Terrorism and Responses to Terrorism);(START) یک مرکز تحقیق و آموزش در کالج پارک دانشگاه مریلند است که بر روی مطالعه علمی علل و پیامدهای تروریسم در ایالات متحده آمریکا و سایر نقاط جهان متمرکز می‌باشد. این مرکز حاوی اطلاعات تروریسم جهانی شامل ۱۲۵ هزار حمله تروریستی است. در این بانک اطلاعاتی، بیشترین اطلاعات جامع و فراگیر طبقه‌بندی نشده حوادث مربوط به تروریسم در جهان جمع‌آوری شده‌است.

## تاریخچه
در سال ۲۰۰۵، (START) به عنوان یکی از عالیترین مراکز پشتیبانی شده توسط وزارت امنیت میهن ایالات متحده آمریکاراه اندازی شد. از زمان راه اندازی، این وزارتخانه تحت مدیریت‌گری لافری استاد جرم‌شناسی پارک کالج دانشگاه مریلند بود. (START) یک بودجه سه ساله اولیه به میزان ۱۲ میلیون دلار از وزارت امنیت داخلی دریافت کرد و این بودجه تا سال ۲۰۰۸ توسط این وزارتخانه تمدید شد. در سال ۲۰۰۷، دوره تحصیلات کارشناسی در رشته مطالعات تروریسم راه اندازی گردید و در سال ۲۰۱۰ گواهینامه فارغ‌التحصیلی صادر شد.

## فعالیتها

### آموزش
(START) برنامه کارشناسی ارشد در رشته تروریسم جهانی را توسعه داده‌است. این رشته یکی از گزینه‌های موجود در برنامه مطالعات جهانی دانشگاه مریلند است. سایر گزینه‌ها عبارت هستند از: توسعه بین‌المللی و مدیریت نزاع‌ها، مهندسی بین‌المللی، فقر جهانی، و مهندسی جهانی. این سیستم همچنین گواهینامه آنلاین گام به گام در رشته تجزیه و تحلیل تروریسم را ارائه می‌دهد.

### داده‌ها
(START) مجموعه ای از داده‌های مربوط به تروریسم را ارائه می‌دهد. مهم‌ترین این داده‌ها، دانش پایه تروریسم است؛ بانکی که بیش از ۱۱۳ هزار حمله تروریستی صورت گرفته از سال ۱۹۷۰ تا ۲۰۱۵ را شامل می‌شود (بجز سال ۱۹۹۳ و ژوئیه ۲۰۱۶). همچنین، (START) از بانک داده‌های تروریسم ام آی پی تی که در حال حاضر بنام اطلاعات سازمان‌های تروریستی شناخته می‌شود، حمایت می‌کند اما به‌طور فعال یا مسئولانه از این داده‌ها پشتیبانی نمی‌کند.

## پروژه‌های عمده

### استفاده از رسانه‌های اجتماعی در حوادث ناگوار
استفاده از رسانه‌های اجتماعی در حوادث ناگوار، یک پروژه تحقیقاتی است که از ژوئیه ۲۰۱۲ تا اکتبر ۲۰۱۳ اجرا شد. این پروژه، یکی از مهم‌ترین کمک‌های مرکز تحقیقات (START) در زمینه ارتباطات در شرایط خطر بود. سایت‌هایی مانند فیس بوک و توییتر برای جمع‌آوری و توزیع اطلاعات به سرعت و به آسانی استفاده می‌شوند. به دلیل این عملکرد رسانه‌های اجتماعی، به عنوان یک ابزار ارتباطی در جریان بلایای طبیعی استفاده می‌شود. «با داشتن نقش مهم و روزافزون رسانه‌های اجتماعی بعنوان وسیله ارتباطی مهم در جریان بلایای طبیعی، این امری حیاتی است که بدانیم اشخاص از این وسیله به چه صورت استفاده می‌کنند، به چه صورت با آن برخورد می‌کنند، اطلاعات رسانه‌های اجتماعی را در سایت‌ها به چه صورت تفسیر می‌کنند تا سیاست بهتری را در اطلاع‌رسانی داشته باشند، آنرا هدایت کنند، از آن استفاده کنند، تا تضمین نمایند که مدیران اورژانس، اولین کنشگران و سیاست گذاران کسانی باشند که از این ابزار به بهترین نحو استفاده کنند.»
نمونه اتفاقی، شرکت کردن ۲۰۱۵ نفر از ساکنین ایالات متحده در این مطالعه تحقیقاتی است. از شرکت کنندگان خواسته شد تصور کنند که یک فاجعه مانند چندین حملهٔ تروریستی در حال شکل‌گیری است. سپس شرکت کنندگان اطلاعاتی از منابع محلی و ملی در مورد فاجعه را از طریق پست‌های فیس بوک و توییت منتشر کردند. بعد، از شرکت کنندگان خواسته شد تا پرسشنامه ای را برای ارزیابی پاسخ‌های خود به صورت اطلاعات ارائه دهند. این تحقیق نشان داد که منبع اطلاعات، بر روی اعتبار اطلاعات تأثیر بسیاری داشته‌است. با این حال، منبع به تنهایی برای تصمیم‌گیری توصیه نمی‌شود. همچنین این تحقیق نشان داد که بعد از اینکه شرکت کنندگان در معرض اطلاعات قرار گرفتند، این اطلاعات را در ارتباطات درونی افراد کانال به اشتراک می‌گذارند و نه از طریق کانال‌های رسانه ای سازمانی. سرانجام این تحقیق نشان داد که آمار جمعیتی مانند سن و جنسیت می‌تواند در نحوه پاسخ دادن شرکت کنندگان مؤثر باشد.

### آموزش ارتباطات در شرایط خطر و بحران
آموزش ارتباطات در شرایط خطر و بحران (TRACC) یکی دیگر از کمک‌های مهم (START) در زمینه ارتباطات است. آموزش ارتباطات در شرایط خطر و بحران (TRACC) یک برنامه آموزشی است که توسط مرکز تحقیقاتی (START) برای بهره‌برداری سازمان‌ها ارائه شده‌است. (TRACC) با هدف آموزش سازمان‌ها و اینکه اطلاعات مربوط به بحران را به چه صورت مخابره کند به سه حوزه: قبل از بحران، در خلال بحران، و بعد از بحران، تقسیم می‌شود. «(TRACC) یک برنامه آموزشی منحصر به فردی است که بر مبنای تحقیقات علمی بنا شده و تمام چرخه شروع و پایان یک بحران را شامل پیش‌بینی، پاسخگویی و بازیافت پوشش می‌دهد».

### ابعاد سازمانی ارتباطات در شرایط خطر در خلال بحران‌های امنیتی داخلی
مرکز تحقیقات (START) همچنین پروژه‌ای با عنوان ابعاد سازمانی ارتباطات در شرایط خطر را در خلال بحران‌های امنیتی کشور تکمیل کرد. این پروژه در سطح سازمانی، بر روی ارتباطات در شرایط خطر متمرکز است. این پروژه از «طریق کاوش چگونگی تأثیرگذاری ارتباطات درونی یا بیرونی سازمان‌هایی که در مدیریت و ارتباطات در شرایط خطر، روی تروریسم بیولوژیکی تأثیر می‌گذارند، متمرکز است».
هدف از این پروژه بهبود بخشیدن به ارتباطات پیرامون تروریسم بیولوژیکی بین سازمان‌ها و مردم خود می‌باشد. محققان برای انجام تحقیقات، بر روی حملات با استفاده از سم سیاه زخم متمرکز شدند. آن‌ها بیش از ۵۰ مصاحبه با مردم محلی که با آژانس‌ها از جمله مأمورین اجرای قانون، مأموران منتخب و متخصصین بهداشت کار می‌کردند انجام دادند. محققین از شرکت کنندگان می‌خواستند که توضیح دهند که تصمیم‌گیری‌ها چگونه در سازمان‌های آن‌ها اتخاذ می‌شود و اطلاعات به چه نحوی در سازمان‌هایشان رد و بدل می‌گردد. روش‌های کتبی ارتباطات مانند مراودات الکترونیکی و گزارش‌ها، مورد تجزیه و تحلیل قرار می‌گرفتند. این مطالعه، پنج نتیجه عمده دربرداشت. اول اینکه «سازمان‌ها با دو ابهام تکنیکی و اجتماعی روبرو بودند». این ابهامات شامل این بود که مقامات در موقعیت حادثه مشخص نبودند و این ابهامات به‌طور منفی بر روی ارتباطات در شرایط خطر تأثیر می‌گذاشت. یافته عمده دوم در این تحقیق این بود که «شبکه‌های سازمانی برای مردم و کارگران در زمان ارتباطات در شرایط خطر بسیار ضروری هستند». این بدین معنی است که یک ارتباطات موفق در شرایط خطر، به این بستگی دارد که چطور روند مؤثری از ارتباطات در بین قسمت‌ها داشته باشیم. سومین یافته عمده، این بوده که «روابط بین حرفه‌های محلی با اولین کنشگران و مراکز بهداشت عمومی اغلب سازنده بوده‌است» چهارمین یافته مهم این است که «مشکلات ارتباطی، ناشی از کمبود سیستم ارزیابی در ارتباطات بوده‌است.» این بدین معناست که سازمان‌ها، مخاطبان خود یا کانال‌های خود را برای رسیدن به آن مخاطبان اولویت بندی نکرده بودند. یافته پنجم و نهایی این است که «ایده ایجاد اضطراب کنترل شده نیازمند مفهوم سازی و تحقیقات بیشتر است.» محققان مفهوم اضطراب در نخبگان را از فرایند تجزیه و تحلیل مصاحبه‌ها متوجه شدند. این راه کار باید برای بهبود ارتباطات در شرایط بحرانی بهتر فهم شود.2

### پوشش رسانه ای
کار تحقیقاتی صورت گرفته در (START) در برخی از رسانه‌ها مانند هافینگتون پست، نیویورک تایمز، گاردین و وال استریت ژورنال
منتشر شده‌است.